# Hovelange
Hovelange (Luxemburgs: Huewel, Duits: Howelingen) is een plaats in de gemeente Beckerich en het kanton Redange in Luxemburg.

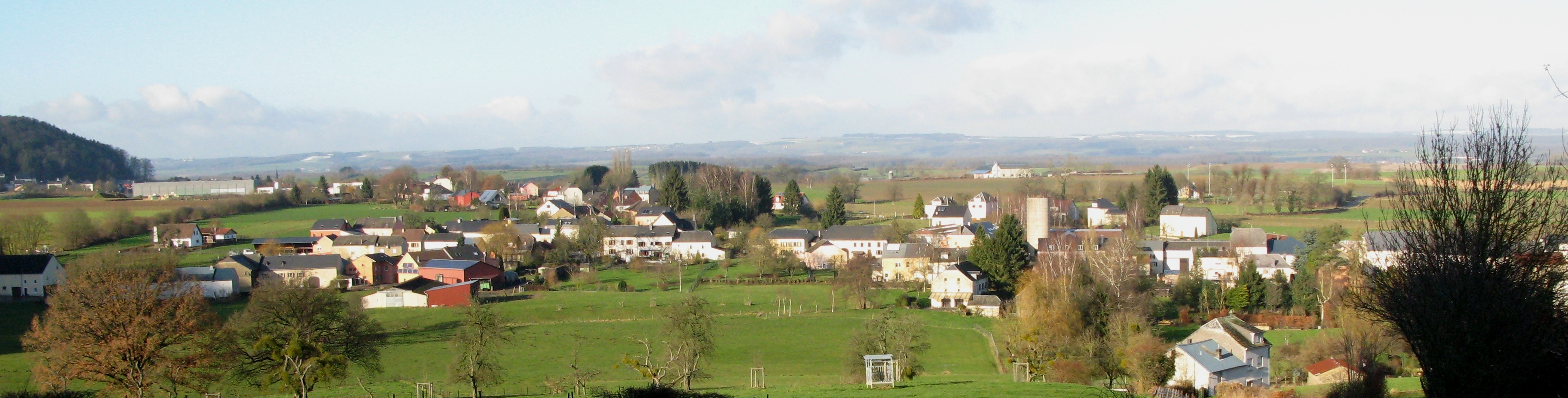
Hovelange

Hovelange telt 270 inwoners (2001).